# Битва на Неретві
Битва на Неретві (в югославській історіографії відома також, як Четвертий антипартизанський наступ (серб. Четврта непријатељска офанзива), в німецькій історіографії — операція «Вайс» (нім. Operationszyklus Weiß)) — битва, яка відбулася 9 лютого — 23 березня 1943 року під час Другої світової війни між Народно-визвольною армією Югославії, з одного боку, і німецькою армією та її союзниками — італійською армією, хорватськими усташами та четниками, з другого.

## Передумови
На початку 1943 року основні сили Народно-визвольної армії Югославії (9 дивізій, 3 бригади та декілька партизанських загонів) знаходились в центральній частині країни на великій звільненій території в західній Боснії та Хорватії площею 37 500 км². Для їх знищення та повного розгрому партизанського руху в Югославії німецькі війська з 20 січня розпочали наступ, який очолив генерал-полковник Александер Лер. Для проведення операції «Вайс 1» були залучені 4 німецькі та 3 італійські дивізії, а також усташі, загальною кількістю близько 80 000 чоловік, які охопили з 3 сторін війська НВАЮ, розташовані в північно-західній частині звільненого району. Їм протистояли частини 1-го боснійського та 1-го хорватського корпусів та партизанські загони загальною кількістю близько 25 000 чоловік.
Попри перевагу в силах та потужну підтримку авіації, німецьким військам не вдалось виконати поставлену задачу. Тільки 7-а дивізія СС змогла 26 січня прорвати оборону югославських військ поблизу Слуня та, просуваючись з північного заходу на Бихач, створила загрозу захоплення комунікації Бихач-Ключ, а потім виходу до центрального госпіталю НВАЮ (на захід від Прозора), де перебувало близько 4 000 поранених.
У цій ситуації Йосип Броз Тіто вирішив здійснити контрнаступ, для чого, стримуючи наступ противника в північно-західній частині звільненого району, одночасно силами головної оперативної групи в складі 3-х дивізій (1-ї та 2-ї пролетарських та 3-ї ударної), яка знаходилась в південно-східній частині, завдати удар в південно-східному напрямку, прорвати ворожу оборону на Неретві, а потім розвинути наступ в Чорногорію та південну Сербію з метою розширити повстання населення в цих областях, розгромити та вигнати звідти німців та четників. Битва на Неретві була частиною цього широкого плану.

## Наступ НВАЮ
18 лютого війська головної оперативної групи, зосереджені в районі Прозора, перейшли в наступ. Розгромивши італійську дивізію, що протистояла їм, вони 20 лютого вийшли майже на 80-кілометровому фронті до Неретви в її середній течії та захопили всі мости. Протилежний берег обороняли 7 000 четників.
Італійці, побоюючись прориву головної оперативної групи в Примор'я, стали спішно стягувати свої сили в район Мостара. На її лівому фланці противник намагався за будь-яку ціну втримати сильний опорний пункт Коніц, який прикривав єдину дорогу, що йшла вздовж верхньої течії Неретви у східну Герцеговину, Чорногорію і Санджак. В район Коніца була висунута частина німецької дивізії з Сараєво.
В той же час, німецьке командування, виконуючи раніше намічений план, 25 лютого силами 4 дивізій розгорнуло наступ з метою очистити від військ НВАЮ південно-східну частину звільненого району (план Weiß 2). Побачивши, що частини НВАЮ, які знаходились там, основними силами висунулись до Неретви, воно направило їм в тил 2 дивізії. Проте наступаючі частини противника були затримані північніше Прозора героїчним опором 7-ї дивізії зі складу 1-го хорватського корпусу. Проте головна оперативна група опинилась під загрозою оточення. Загроза нависла і над центральним госпіталем. Щоб врятувати поранених, до 3 березня основні сили головної оперативної групи були зосереджені в районі північніше Прозора (9 бригад) та завдали контрудару. Одночасно для введення в оман противника стосовно напряму дій були зруйновані всі мости. Внаслідок контрудару німецькі частини в запеклих дводенних боях були розбиті і 5 березня відкинуті в район Горні Вакуф. Верховне командування НВАЮ виграло час для евакуації поранених, організації форсування Неретви та прориву на південний схід.

Карта битви на Неретві

## Битва на Неретві
Основні сили головної оперативної групи знову були швидко перекинуті в долину Неретви. В їх склади влилась 7-ма дивізія, а також 9-та дивізія, яка відійшла з Примор'я. В ніч на 7 березня підрозділи 2-ї дивізії раптовим кидком переправились по зруйнованому мосту поблизу Ябланіци на лівий берег Неретви та відкинули четників, які охороняли переправу. Через річку був збудований підвісний міст. Головні сили дивізії, переправившись по ньому, розгромили війська четників в закруті річки.
В той же час 3-я дивізія атакувала німецькі частини на правому березі річки та відкинула їх до Коніца. В районі Острожаца вона переправилась через Неретву та провела наступ вздовж її лівого берега. Через річку були переправлені також поранені. Частини головної оперативної групи, які залишились на правому березі, під тиском противника поступово звужували передмостове укріплення, відходячи до мосту. 15 березня на лівий берег перейшла остання бригада. Всю артилерію та транспортні засоби довелось знищити на правому березі. До цього часу передові частини вже висунулись до річки Бієла, забезпечивши прорив всієї головної оперативної групи в південно-східну Герцеговину. Німецькі війська, вийшовши на Неретву, відмовились від переслідування.

## Наслідки
Битва на Неретві була однією з найбільших перемог НВАЮ та мала велике військово-політичне значення. Були зірвані плани німецького командування зі знищення головних сил НВАЮ та придушення народно-визвольного руху в Югославії.
Розгромивши на Неретві четників, війська НВАЮ завдали нищівної поразки їх рухові у всій країні. Головна оперативна група військ, скувавши основні сили противника та завдавши йому серйозних втрат, полегшила становище 1-го хорватського та 1-го боснійського корпусів, які змогли відновити майже в тих самих межах звільнені території західної Боснії та Хорватії.
Перемога на Неретві сприяла зміцненню НВАЮ, подальшому росту її лав та активізації національно-визвольної боротьби народів Югославії.
НВАЮ показала в цій битві високе мистецтво маневру великим силами в складній обстановці, стійкість в обороні та стрімкість у наступі.

## В мистецтві
В 1969 році був знятий фільм «Битва на Неретві», присвячений цим подіям. Це був найбюджетніший фільм Югославії. Був номінований на премію «Оскар» за найкращий фільм іноземною мовою.
Фільм вперше показали 29 листопада 1969 року в Сараєво у присутності глави держави Йосипа Броз Тіто, який є одним з головних героїв фільму, а також багатьох знаменитостей. Плакат до фільму створив Пабло Пікассо.